# 佩姬·希娜
佩姬·希娜（希臘語：Πέγκυ Ζήνα I 英式發音（IPA）/ˈpeɪ.ɡi ˈziː.nə/），本名佩姬·希娜·卡莉歐琵（希臘語：Πέγκυ Ζήνα Καλλιόπη）（1975年3月8日—）是一位希腊歌手和演员。

## 生平
她出生於希臘雅典。其五歲開始唱歌並在學生時期參加了舞蹈表演班，在學校做一系列的演出。並且在雅典辦過多場演唱會。雖然她在雅典小有名氣，但是她決定另謀發展，而且很快就在塞薩洛尼基找到了自己的舞台。
她賣力的演唱希望有更好的表現，雖然歌迷也全力支持她，但是2000年四月所發的專輯，銷售量還是不甚理想。直到2002年她的單曲《Love Is a Wonderful Thing》發行，才讓她在全歐洲爆紅。
佩姬因為這支單曲而聲名大噪，這件事也促使EMI與她簽下合約。她開始到世界各地巡迴演唱，包括加拿大、美國、澳洲、倫敦和她的祖國－希臘。2005年，她發出最新專輯《Ένα》，並贏得希臘ARION獎的最佳女歌手。
佩姬·希娜和她的製作人Giorgos Lira結婚，這是Giorgos Lira的第三次婚姻。伴郎是經紀人Ilias Spinakis，伴娘則是Kiki Tsolka。這場盛大的希臘婚禮邀請了超過800位觀禮者及親朋好友，他們還僱請司機來接送特別來賓。這段婚姻維持了十年。

## 音樂作品

### 專輯
| 年份 | 專輯                                             | RIAA認證 |
| ---- | ------------------------------------------------ | -------- |
| 1995 | Πέγκυ Ζήνα（佩姬·希娜） - 發行日：1995年10月3日  | n/a      |
| 1998 | Ανέβαινες - 發行日：1998年11月13日               | n/a      |
| 2001 | Ένα Χάδι - 發行日：2001年3月10日                 | n/a      |
| 2002 | Βρες έναν τρόπο - 發行日：2002年5月30日          | n/a      |
| 2003 | Μαζι σου - 發行日：2003年5月9日                  | n/a      |
| 2004 | Ματώνω - 發行日：2004年6月17日                   | 白金     |
| 2005 | Νόημα - 發行日：2005年9月12日                    | 白金     |
| 2005 | Τα πρώτα χρόνια - 精選輯 - 發行日：2005年12月1日 | n/a      |
| 2006 | Ένα - 發行日：2006年11月9日                      | n/a      |

### 單曲
| 年份 | 單曲                                             | RIAA認證 |
| ---- | ------------------------------------------------ | -------- |
| 2000 | Τι θ' ακούσω ακόμα - 發行日：2000年8月2日        | n/a      |
| 2002 | Love Is A Wonderful Thing - 發行日：2002年3月4日 | n/a      |

## 外部連結
- 佩姬·希娜 官方網站（页面存档备份，存于）（希腊文）